# سدا اغری‌دره
سدا اغری‌دره (انگلیسی: Seda Eğridere؛ زادهٔ ۱۶ مارس ۱۹۸۲) بازیگر، کارگردان، فیلم‌نامه‌نویس اهل ترکیه است. وی از سال ۲۰۱۰ میلادی تاکنون مشغول فعالیت بوده‌است.